# Arrabenta xithokozelo
Arrabenta Xithokozelo é um grupo de divulgação de literaturas de Moçambique.
Fundado em Agosto de 2005, está sediado no Teatro Avenida, em Maputo. É constituído por amantes e entusiastas da literatura, motivados pelo estudo e investigação estética da arte no geral e, em particular, da literatura na sua infinita universalidade (embora resultado de um processo egoístico, a escrita).[carece de fontes?]
O grupo organiza regularmente encontros onde se discutem pensamentos, correntes e escolas filosóficas e literárias, além de um programa denominado "Cesta de Poesia", onde tem lugar um recital de poesia e música.[carece de fontes?]

Em 2006 o grupo planeou e organizou a "Semana Noémia de Sousa", durante a qual homenageou a escritora moçambicana Noémia de Sousa. Esta Semana Literária tornou-se um evento regular, adquirindo relevância para a divulgação da cultura moçambicana, entre outras. Através desse evento, o grupo tem efectuado homenagem a diversos escritores moçambicanos, como José Craveirinha e Gulamo Khan.[carece de fontes?]

De forma inicial e gradual foram sendo membros do Arrabenta Xithokozelo:
Lêo Cote, Macvildo Pedro Bonde, Salésio T. F. Massango, Urlima de Andrade (Urraca), Terêncio Tovela, Francisco de Jesus Filomena Pedro (Adolfo Saphala), Flávio Atanásio Chongola, Sérgio Muiambo, Sérgio Raimundo (Poeta Militar).[carece de fontes?]